# Rikudō Sennin
Hagoromo Otsutsuki, (大筒木ハゴロモ, "Ōtsutsuki Hagoromo") más conocido como el Sabio de los Seis Caminos (六道仙人 "Rikudō Sennin"?), es un personaje del Manga y Anime Naruto. Es considerado el shinobi más poderoso que jamás haya existido en toda la historia, además de ser fundador del mundo shinobi y del ninshu, predecesor del ninjutsu. Fue el primero en poseer el Rinnegan, considerado en aquel entonces como el Dōjutsu más poderoso. El sabio se convirtió en un héroe cuando derrotó al Jūbi, una criatura legendaria la cual formó un gran caos en el mundo, al derrotarla con un jutsu especial y encerrar su cuerpo en la Luna el sabio se convirtió en el primer Jinchuriki y fue llamado el salvador del mundo ninja. Tuvo dos hijos: Ashura Otsutsuki e Indra Otsutsuki, este último fue el creador de los sellos para poder manejar el chakra y así formar los jutsus, ambas palabras usadas para definirlo.  

## Historia
El sabio era un monje el cual viajaba por todo el mundo, en esa época existían pequeñas aldeas las cuales peleaban constantemente por ser superiores y reconocidas por todo el mundo, el sabio buscaba la paz del mundo y que todos se llevaran bien. En esos mismos días la Bestia de Diez Colas estaba aterrorizando a todos pues la bestia es considerada el progenitor del mundo, el sabio logró enfrentarla junto a su hermano Hamura Otsutsuki y sellarla en su cuerpo y encerró su cuerpo físico en donde nadie pudiera obtenerlo. Así la paz volvió al mundo. Al pasar los años el sabio envejeció y al saber que si moría la criatura volvería al mundo y sería el fin de todo, decidió dividir el Chakra de la bestia en nueve partes, las cuales más adelante serían llamadas Bestias Con Cola. 
Hagoromo tuvo dos hijos llamados Indra (hijo mayor) y Ashura Otsutsuki (hijo menor) a los cuales heredó sus habilidades. Indra, quien recibió los ojos del Sabio (su chakra de gran alcance y energía espiritual), creía que el poder era la verdadera clave para la paz. Ashura, quien heredó el cuerpo del Sabio (su poderosa voluntad y la energía física), creía que el amor es la verdadera clave para la paz. En su lecho de muerte, el Sabio eligió a Ashura para ser su sucesor. Abrumado por la amargura y la envidia, el hijo mayor atacó al más joven, comenzando una guerra entre ellos. Su pelea continuaría a través de sus descendientes: el Clan Senju y el Clan Uchiha. El tiempo pasó y el ninshu se pasó a llamar ninjutsu (el ninshu no era para luchar, sino para guiar a la gente hacia la paz)

## Habilidades
Hagoromo es considerado como el shinobi más poderoso de todos: al derrotar al Diez Colas y convertirse en su Jinchuriki obtuvo una gran cantidad de chakra (posiblemente ilimitado), permitiéndole desarrollar toda técnica y jutsu conocido. Además del Rinnegan que poseía con el cual desarrolló las habilidades oculares. El sabio también fue capaz de manipular el Mangekyo Sharingan y el Rinnegan a la perfección, a diferencia de Madara Uchiha o Nagato Uzumaki. 

## Armas
El sabio poseía cinco armas forjadas por el mismo. Estas armas no podían ser utilizadas por cualquier persona pues absorben una gran cantidad de Chakra pero el sabio al tener el chakra del Jubi no tenía dificultades en usarlas, después de su muerte las armas desaparecen y son considerados como Los Cinco Tesoros Shinobis (六道仙人の宝具, Rikudō Sennin no Hōgu). La Aldea Oculta de las Nubes logró recuperar todas las armas y poseerlas pero cuatro de las cinco armas fueron robadas por los hermanos del oro y plata Ginkaku y Kinkaku para capturar al Kyubi. En la cuarta guerra mundial shinobi cuando los hermanos son revividos por el Edo Tensei se disponen de las armas para acabar con la alianza shinobi estos tampoco fueron afectados por las armas ya que tenían algo del Chakra del Kyubi cuando fueron devorados por este. Los tesoros del sabio son: 
- Bashōsen (芭蕉扇, Abanico de la Palma de Banano)
- Benihisago (紅葫蘆, Calabaza de Carmesí)
- Kōkinjō (幌金縄, Cuerda del Cielo Dorado)
- Kohaku no Jōhei (琥珀の浄瓶, Vasija Ámbar de la Purificación)
- Shichiseiken (七星剣, Espada de las Siete Estrellas)
- Shakujō (錫杖, Bastón de Monje).

## Apariencia
La figura del Sabio se aprecia con una forma demoníaca hablando con Naruto, y en la misma forma que obtienen Obito y Madara al poseer el Jubi. Fue nombrado por primera vez por Jiraiya cuando habla con Nagato sobre sus ojos al decirle que hubo alguien que poseía el Rinnegan. Luego en la reunión de los cinco Kages Tobi cuenta la historia de los Biju y como el sabio derrotó al Jūbi. Más adelante cuando Naruto lucha contra el Kyubi y lo derrota este menciona que la fuerza provenía del sabio. Hasta lo que se ha mostrado en la historia solo se ha mostrado la sombra del Rikudo Sennin y se han visto sus ojos que son el Rinnegan. en el capítulo 664 del manga aparece Rikudō Sennin con la invocación de Madara.